# Kozłówek (województwo świętokrzyskie)
Kozłówek – wieś sołecka w Polsce położona w województwie świętokrzyskim, w powiecie opatowskim, w gminie Tarłów.
W latach 1975–1998 miejscowość administracyjnie należała do województwa tarnobrzeskiego.
Według spisu powszechnego z roku 1921  w Kozłówku było 35 budynków (w tym 29 mieszkalnych) i 186 mieszkańców
Wierni kościoła rzymskokatolickiego należą do parafii Świętej Trójcy w Tarłowie.